# Fornalutx
Fornalutx (mallorquinisch; spanisch Fornaluch) ist eine Gemeinde im Nordwesten der spanischen Baleareninsel Mallorca. 2024 hatte die Gemeinde 715 Einwohner. Der gleichnamige Hauptort hatte 2008 483 Einwohner. Im Jahr 2006 betrug der Ausländeranteil 22,5 % (161), der Anteil deutscher Einwohner 5,9 % (42). Fornalutx liegt nordöstlich von Sóller im Gebirgszug der Serra de Tramuntana. 

## Touristische Bedeutung und Wanderungen
Der mit hübsch restaurierten Bruchsteinhäusern und Treppengassen herausgeputzte Ort, der bereits zwei Schönheitspreise erhalten hat, ist ein beliebtes Ausflugsziel, in dem etliche Lokale zur Einkehr laden. Von Sóller kommend wird der Ort auf der Landstraße Ma10 in Richtung Pollença angefahren. Wanderer folgen von Sóller aus dem Fernwanderweg GR 221 bis Binibassi und biegen dort in den alten Dorfverbindungsweg nach Fornalutx ein. Von der Ortsmitte in Fornalutx kann auf einem ausgeschilderten Pflasterweg zum Mirador de ses Barques aufgestiegen und von dort weiter nach Cala Tuent gewandert werden.

## Feste
Alljährlich um den 8. September herum, zur Zeit des Dia Novitat de la Mare de Deu, wird in Fornalutx, vermutlich am einzigen Ort auf Mallorca, noch das Fest Correbou gefeiert. Hierbei handelt es sich, wie bei ähnlichen Festen um ein bis in die Frühzeit reichendes Stieropfer. Ein Stier wird von einer jungen Frau mit einem Blumenkranz geschmückt, um anschließend durch den Ort getrieben zu werden. Am Ende wird er geschlachtet und das Fleisch wird unter den Spendern des Stiers aufgeteilt. Seit einigen Jahren protestieren zeitgleich verschiedene Tierschutzorganisationen gegen diesen alten Brauch.

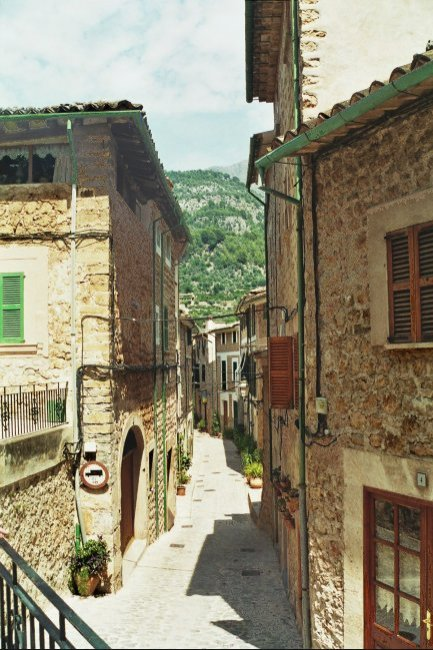
Fornalutx